# Skyler Shaye
Skyler Anna Shuster (Los Angeles, Califórnia, 14 de outubro de 1986), é uma atriz estadunidense.  Ela é mais conhecida por interpretar Kylie em Superbabies: Baby Geniuses 2 (2004) e Cloe em Bratz: The Movie (2007).

## Início da vida
Skyler Anna Shaye nasceu em 14 de outubro de 1986, filha da atriz e cantora country Bonnie Paul e do empresário Stanley Shuster em Los Angeles, Califórnia. Ela é sobrinha do diretor Stuart Paul e do produtor de cinema Steven Paul. Ela foi emancipada aos 15 anos.

## Carreira
Shaye começou sua carreira como atriz infantil e conseguiu seu primeiro papel em The Tin Soldier (1998), um filme de televisão dirigido por seu padrinho, o ator Jon Voight. Ela teve um papel recorrente como Sutton Ramsey na série de comédia da The WB Family Affair. Em 2005, ela interpretou Katie Bryce na série de drama médica da ABC, Grey's Anatomy, no episódio "A Hard Day's Night". Ela reprisou seu papel como Katie Bryce na série em mais dois episódios em 2016 e 2019. Em 2006, ela teve papéis como convidada em Criminal Minds e Veronica Mars. Shaye conseguiu o papel de Cloe no filme de comédia Bratz (2007), baseado na linha de bonecas Bratz. Ela declarou em uma entrevista ao American Cheerleader que "Cloe é uma grande jogadora de futebol, mas ela está fazendo isso para conseguir uma bolsa de estudos. No fundo, ela quer ser cineasta e nunca larga a câmera. [Na vida real] sou muito atlética e adoro correr, caminhar e dançar." Ela interpretou um dos papéis principais ao lado de Nathalia Ramos, Logan Browning e Janel Parrish. Ela também forneceu sua voz para o jogo eletrônico Bratz 4 Real.
Além de The Tin Soldier (1998), ela interpretou com Jon Voight Lulu em Deadly Lessons (2006), Megan em Beyond (2012), Cindy na série original do Showtime Ray Donovan (2015) e Lynn Landsburg em dois filmes originais do Hallmark Movies & Mysteries JL Ranch (2016) e JL Family Ranch: The Wedding Gift (2020).

## Filmografia
| Ano  | Título                                            | Papel             | Notas                                             |
| ---- | ------------------------------------------------- | ----------------- | ------------------------------------------------- |
| 1994 | Ava's Magical Adventure                           | Menina            |                                                   |
| 1995 | The Whispering                                    | Garota fantasma   |                                                   |
| 1998 | The Modern Adventures of Tom Sawyer               | Sky               |                                                   |
| 2000 | The Million Dollar Kid                            | Menina            | Sem créditos                                      |
| 2003 | Manhood                                           | Lily              |                                                   |
| 2004 | Superbabies: Baby Geniuses 2                      | Kylie Bobbins     |                                                   |
| 2005 | Berkeley                                          | Blonde at Library |                                                   |
| 2006 | The Legend of Simon Conjurer                      | Lulu              |                                                   |
| 2007 | Bratz: The Movie                                  | Cloe              | Também como intérprete: "Bratitude" e "Open Eyes" |
| 2011 | Childhood Sweethearts                             | Dorothy jovem     | Curta-metragem                                    |
| 2012 | It Was Love, Now it's War                         | The Lover         | Curta-metragem                                    |
| 2012 | Beyond                                            | Megan             |                                                   |
| 2013 | Baby Geniuses and the Mystery of the Crown Jewels | Kylie Bobbins     |                                                   |
| 2014 | Baby Geniuses and the Space Baby                  | Kylie Bobbins     |                                                   |
| 2015 | Baby Geniuses and the Treasures of Egypt          | Kylie Bobbins     |                                                   |

| Ano       | Título                            | Papel           | Notas                                                                            |
| --------- | --------------------------------- | --------------- | -------------------------------------------------------------------------------- |
| 1995      | The Tin Soldier                   | Menina          | Television film                                                                  |
| 1999      | Boys Will Be Boys                 | Samantha        | Television film                                                                  |
| 2002      | Family Affair                     | Sutton Ramsey   | 4 episódios                                                                      |

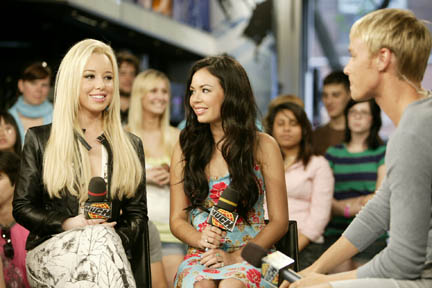
Shaye e Janel Parrish no MuchMusic em 2007.

| 2005–2019 | Grey's Anatomy                    | Katie Bryce     | Episódios: "A Hard Day's Night" (2005), "My Next Life" (2016) e "My Shot" (2019) |
| 2006      | Criminal Minds                    | Ingrid Greisen  | Episódio: "The Tribe"                                                            |
| 2006      | Veronica Mars                     | Natalie Landers | Episódio: "I Am God"                                                             |
| 2013–15   | Baby Geniuses Television Series   | Kylie           | 8 episódios                                                                      |
| 2015      | Ray Donovan                       | Cindy           | 7 episódios                                                                      |
| 2016      | JL Ranch                          | Lynn Landsburg  | Filme original Hallmark Movies & Mysteries                                       |
| 2020      | JL Family Ranch: The Wedding Gift | Lynn Landsburg  | Filme original Hallmark Movies & Mysteries                                       |

| Ano  | Título       | Papel | Notas |
| ---- | ------------ | ----- | ----- |
| 2007 | Bratz 4 Real | Cloe  | Voz   |